# Mughiphantes merretti
Mughiphantes merretti là một loài nhện trong họ Linyphiidae.
Loài này thuộc chi Mughiphantes. Mughiphantes merretti được Alfred Frank Millidge miêu tả năm 1975.